# Дава
Dava (рус. Да́ва; настоящее имя — Дави́д Ашо́тович Манукя́н (род. 16 марта 1993, Новосибирск) — российский хип-хоп и рэп-исполнитель, видеоблогер, актёр, продюсер и телеведущий.

## Биография
Давид Ашотович Манукян родился 16 марта 1993 года в Новосибирске. В раннем возрасте занимался бальными танцами, затем перешёл в профессиональный спорт. В 2011 году стал победителем первенства России и серебряным призёром первенства мира по танцам. После окончания школы поступил в Сибирский институт управления.

## Карьера

### Блогерская карьера
В 2017 году переехал в Москву и начал вести блог в «Инстаграме». По состоянию на 2020 год количество подписчиков составляет более 13 миллионов.

### Музыкальная карьера
Профессиональную карьеру певца начал в 2018 году, записав совместно с Кариной Кросс песню «Внутри» (чарт «ВКонтакте» — седьмое место; iTunes — десятое место). Следующим выходит трек «ХХХ» (чарт «ВКонтакте» — девятое место) на который позже был снят клип. В 2019 году записывает песню «Booom» (чарт «ВКонтакте» — 22 место).
В январе 2019 года попал в новости, когда с Кариной Кросc перекрыл улицу Новый Арбат ради съёмок клипа на записанную ими вместе песню «Booom». Они получили десять суток административного ареста за «организацию массового одновременного пребывания и (или) передвижения граждан в общественных местах, повлекших нарушение общественного порядка» (статья 20.2.2 КоАП), однако внимание к себе привлекли.
Через некоторое время выпускает череду синглов: «Кислород» (чарт «ВКонтакте» — первое место), «Танцуй как пчела» (чарт «ВКонтакте» — пятое место), «Милада» (чарт «ВКонтакте» — 11 место), «Дикая любовь», «Скорость» и «Инстамодель».
В 2019 году выпустил дебютный мини-альбом, получивший название «Сила притяжения», в который вошли 5 треков.
В октябре 2019 года получил платиновый диск за трек «Кислород».
20 декабря 2019 года выпустил клип на песню «Санта». По сюжету рэпер работает официантом на элитном новогоднем корпоративе, но после того как его оскорбляет один из гостей, устраивает в особняке вечеринку со своими друзьями.
В июне 2020 года получил два платиновых диска за треки «XXX» и «Booom».
25 июня 2020 года выпустил клип на трек «Чёрный бумер» (совм. с Серёгой), набравший более 50 миллионов просмотров[значимость факта?].
В июле 2020 года выпустил дебютный студийный альбом под названием «Король».
12 августа 2020 года выпустил клип на трек «Ролекс» (совм. с Филиппом Киркоровым), набравший более 25 млн просмотров[значимость факта?].

### Тик-ток проекты
В начале лета 2020 открыл Super House — популярный дом Тик Ток блогеров. Расположен Супер Хаус в Московской области. В тиктокерском доме живут 12 блогеров.

### Телешоу
В 2021 году участвовал в проекте телеканала «Россия-1» «Танцы со звёздами» и занял в нём второе место.
С 2021 по 2023 года был ведущим реалити-шоу «Дом-2» на телеканале «Ю».
В сентябре 2022 года стал членом жюри шоу «Битва поколений» на телеканале «Муз-ТВ».
В октябре 2022 года принял участие в шоу «Маска. Танцы» на телеканале «СТС», где занял третье место.
В ноябре 2022 года стал участником реалити-шоу «Наследники и самозванцы» на телеканале «ТВ-3».
В июне 2023 года стал участником реалити-шоу «Выжить в Дубае» на телеканале «ТНТ».
В феврале 2024 года принял участие в пятом сезоне шоу «Маска» на НТВ в образе Перца. В седьмом выпуске, вышедшем в эфир 31 марта 2024 года, маска Перца была разоблачена.
В марте 2024 года вместе со своим братом стал одним из участников реалити-шоу «Сокровища императора» на телеканале «ТНТ».

### Рейтинги
В 2022 году занял 9 место в рейтинге инфлюенсеров-блогеров Romir Influence Ranking.

## Личная жизнь
С 7 августа 2019 года по 22 января 2021 года состоял в отношениях с певицей и телеведущей Ольгой Бузовой.
4 февраля 2025 года опубликовал видео, тем самым подтвердив помолвку с певицей Мари Краймбрери и сообщил, что они ждут ребёнка. 16 марта этого же года, в честь своего 32-летия, Давид и Мари подтвердили новость о свадьбе.
19 мая 2025 у пары родилась дочь, которую предположительно назвали Николь.

## Дискография

### Студийные альбомы
| Название              | Детали                                                                    | Примечание |
| Долгоиграющие альбомы | Долгоиграющие альбомы                                                     | Долгоиграющие альбомы |
| --------------------- | ------------------------------------------------------------------------- | --- |
| «Король»              | - Релиз: 24 июля 2020 - Лейбл: Zhara Music - Формат: цифровая дистрибуция | \| № \| Название \| Длительность \| \| ------------------- \| --------------------------------------- \| ------------ \| \| 1. \| «Зайка[к 2]» \| 1:55 \| \| 2. \| «Затулинка» \| 2:05 \| \| 3. \| «Крошка моя» (при уч. Руки Вверх) \| 2:17 \| \| 4. \| «Раздал долги» \| 1:48 \| \| 5. \| «Мужики танцуют тверк» (при уч. «Хлеб») \| 2:47 \| \| 6. \| «Achki ot Guchchi» \| 2:05 \| \| 7. \| «Ну и что?» (при уч. Вали Карнавал) \| 2:26 \| \| 8. \| «Король» \| 2:01 \| \| 9. \| «Деньги меня не меняют» \| 2:07 \| \| 10. \| «Чёрный бумер» (при уч. Серёги) \| 2:32 \| \| Общая длительность: \| Общая длительность: \| 22:03 \| |
| Мини-альбомы          |                                                                           | |
| «Сила притяжения»     | - Релиз: 8 июля 2019 - Лейбл: Zhara Music - Формат: цифровая дистрибуция  | |
| №                     | Название                                                                  | Длительность |
| 1.                    | «Зайка»                                                                   | 1:55 |
| 2.                    | «Затулинка»                                                               | 2:05 |
| 3.                    | «Крошка моя» (при уч. Руки Вверх)                                         | 2:17 |
| 4.                    | «Раздал долги»                                                            | 1:48 |
| 5.                    | «Мужики танцуют тверк» (при уч. «Хлеб»)                                   | 2:47 |
| 6.                    | «Achki ot Guchchi»                                                        | 2:05 |
| 7.                    | «Ну и что?» (при уч. Вали Карнавал)                                       | 2:26 |
| 8.                    | «Король»                                                                  | 2:01 |
| 9.                    | «Деньги меня не меняют»                                                   | 2:07 |
| 10.                   | «Чёрный бумер» (при уч. Серёги)                                           | 2:32 |
| Общая длительность:   | Общая длительность:                                                       | 22:03 |

### Синглы и другие песни
| Год                                    | Название                                   | Альбом                    |
| Личные синглы                          | Личные синглы                              | Личные синглы             |
| -------------------------------------- | ------------------------------------------ | ------------------------- |
| 2018                                   | «Внутри» (совм. с Кариной Кросс)           | Вне альбома               |
| 2018                                   | «XXX»                                      | Вне альбома               |
| 2019                                   | «Booom» (при уч. Карины Кросс)             | Вне альбома               |
| 2019                                   | «Скорость»                                 | Вне альбома               |
| 2019                                   | «Кислород»                                 | Вне альбома               |
| 2019                                   | «Дикая любовь»                             | Вне альбома               |
| 2019                                   | «Миринда» (совм. с Mikaya)                 | Вне альбома               |
| 2019                                   | «Буду пьяным»                              | «Сила притяжения»         |
| 2019                                   | «Танцуй как пчела» (совм. с Ramil’)        | Вне альбома               |
| 2019                                   | «Инстамодель»                              | Вне альбома               |
| 2019                                   | «Милада»                                   | Вне альбома               |
| 2019                                   | «Ранила»                                   | Вне альбома               |
| 2019                                   | «Интеллигент»                              | Вне альбома               |
| 2019                                   | «Санта»                                    | Вне альбома               |
| 2019                                   | «Мандаринка» (совм. с Ольгой Бузовой)      | Вне альбома               |
| 2020                                   | «Последний танец»                          | Вне альбома               |
| 2020                                   | «Малая»                                    | Вне альбома               |
| 2020                                   | «Моя кокаина»                              | Вне альбома               |
| 2020                                   | «Пандемия любви»                           | Вне альбома               |
| 2020                                   | «Чёрный бумер» (при уч. Серёги)            | «Король»                  |
| 2020                                   | «Ролекс» (при уч. Филиппа Киркорова)       | Вне альбома               |
| 2020                                   | «Пикник» (совм. с Calvin и Мией Бойка)     | Вне альбома               |
| 2020                                   | «Прошлым летом»                            | Вне альбома               |
| 2020                                   | «Том и Джерри»                             | Вне альбома               |
| 2020                                   | «Снежинки» (совм. с Ольгой Бузовой)        | Вне альбома               |
| 2021                                   | «Обнулила нас»                             | Вне альбома               |
| 2021                                   | «Под гитару»                               | Вне альбома               |
| 2021                                   | «Начать с нуля»                            | Вне альбома               |
| 2021                                   | «Одинокий дэнс»                            | Вне альбома               |
| 2021                                   | «Море»                                     | Вне альбома               |
| 2021                                   | «Алые розы»                                | Вне альбома               |
| 2021                                   | «Один дома» (совм. с Миланой Хаметовой)    | Вне альбома               |
| 2022                                   | «Космонавт»                                | Вне альбома               |
| 2022                                   | «В детстве было проще»                     | Вне альбома               |
| 2022                                   | «По барабану»                              | Вне альбома               |
| 2022                                   | «Новогодняя» (совм. с Миланой Хаметовой)   | Вне альбома               |
| 2023                                   | «Временно»                                 | Вне альбома               |
| 2023                                   | «Ловлю такси»                              | Вне альбома               |
| 2023                                   | «Дорогуша»                                 | «Танцуй» (макси-синглы)   |
| 2023                                   | «Танцуй»                                   | «Танцуй» (макси-синглы)   |
| 2023                                   | «Принцесса»                                | «Танцуй» (макси-синглы)   |
| 2023                                   | «Ориентиры»                                | Вне альбома               |
| 2023                                   | «Армяне» (совм. с Серго)                   | Вне альбома               |
| 2023                                   | «Стать шефом» (совм. с Миланой Хаметовой)  | Вне альбома               |
| 2023                                   | «Я верну»                                  | Вне альбома               |
| 2023                                   | «Влюбился в глаза твои»                    | Вне альбома               |
| 2024                                   | «В день последний»                         | Вне альбома               |
| 2024                                   | «Я ухожу»                                  | «КОНФЕТКА» на ТНТ (OST)   |
| 2024                                   | «Алло, как ты там?»                        | Вне альбома               |
| 2024                                   | «Весна»                                    | Вне альбома               |
| 2024                                   | «Потанцевал» (совм. со Стасом Костюшкиным) | Вне альбома               |
|                                        |                                            |                           |
| Участие в альбомах других исполнителей |                                            |                           |
| 2020                                   | «Барби» (как пригл. исполнитель)           | «58» (альбом Егора Крида) |

## Видеография
| Год                                  | Песня                                      | Режиссёр                        |
| Личные                               | Личные                                     | Личные                          |
| ------------------------------------ | ------------------------------------------ | ------------------------------- |
| 2018                                 | «XXX»                                      | Не указан                       |
| 2019                                 | «Кислород»                                 | Не указан                       |
| 2019                                 | «Инстамодель»                              | Рина Касюра                     |
| 2019                                 | «Ранила»                                   | Не указан                       |
| 2019                                 | «Санта»                                    | Александр Романов               |
| 2019                                 | «Мандаринка» (совм. с Ольгой Бузовой)      | Александр Романов               |
| 2020                                 | «Последний танец»                          | Александр Романов               |
| 2020                                 | «Малая»                                    | Не указан                       |
| 2020                                 | «Журавли» (кавер на песню Марка Бернеса)   | Не указан                       |
| 2020                                 | «Чёрный бумер» (при уч. Серёги)            | Александр Романов               |
| 2020                                 | «Ролекс» (при уч. Филиппа Киркорова)       | Алексей Голубев                 |
| 2020                                 | «Пикник» (совм. с Calvin и Марией Бойко)   | Не указан                       |
| 2020                                 | «Снежинки» (совм. с Ольгой Бузовой)        | Александр Романов               |
| 2021                                 | «Дари тепло»                               | Не указан                       |
| 2021                                 | «Один дома» (совм. с Миланой Хаметовой)    | Не указан                       |
| 2022                                 | «Новогодняя» (совм. с Миланой Хаметовой)   | Денис Бойванов и Анна Маковская |
| 2023                                 | «Временно»                                 | Не указан                       |
| 2023                                 | «Ловлю такси»                              | Не указан                       |
| 2023                                 | «Ориентиры»                                | Не указан                       |
| 2024                                 | «Потанцевал» (совм. со Стасом Костюшкиным) | Денис Шкедов                    |
| Участие в клипах других исполнителей |                                            |                                 |
| 2019                                 | «#Лайкер» (Ольга Бузова)                   | Оксана Рассказова               |
| 2019                                 | «Love Is» (Егор Крид)                      | Александр Романов               |
| 2020                                 | «Давай останемся дома» (Ольга Бузова)      | Не указан                       |
| 2021                                 | «Умка» (Милана Хаметова)                   | Не указан                       |
| 2022                                 | «Купи пёсика» (Милана Хаметова)            | Никита Склокин                  |

### Комментарии
1. ↑  Зачастую стилизуется под маюскул как DAVA.
2. ↑  У данной песни дополнительно выпущен ремикс от радио DFM в составе отдельного релиза от 1 января 2020.
3. ↑  У данного сингла дополнительно выпущена инструментальная версия в составе отдельного релиза.
4. ↑  У данного сингла дополнительно выпущен ремикс от DJ Nejtrino и DJ Baur в составе отдельного релиза.